# Regulace cen
Regulace cen je stanovení nebo přímé usměrňování výše ceny státními orgány. Výši některých cen tedy nemohou stanovit přímo poskytovatelé služby, či výrobci zboží, ale cenu nebo její maximální či minimální výši stanoví úřad či zákon. S regulací cen je spjata také státní cenová kontrola, která sleduje nejen respektování regulace, ale i plnění dalších povinností daných cenovým zákonem.
Existují dvě hlavní formy regulace cen: cenový strop, maximální cena, kterou lze účtovat; a cenové minimum, minimální cena, kterou lze účtovat. Známým příkladem cenového stropu je kontrola nájemného, která omezuje zvýšení nájemného. Široce používanou minimální cenou je minimální mzda (mzdy jsou cenou práce). Historicky byly cenové kontroly často ukládány jako součást většího balíčku politik v oblasti příjmů, který rovněž využívá mzdové kontroly a další regulační prvky.
Přestože vlády často používají regulaci cen, ekonomové se obvykle shodují na tom, že cenové kontroly nedosahují toho, co mají dělat, a je jim obecně třeba se vyhnout. Například téměř tři čtvrtiny dotázaných ekonomů nesouhlasilo s tvrzením: „Kontrola mzdových cen je užitečnou politickou možností při kontrole inflace“.

## Zdůvodnění regulace
Regulace se používá jako protiváha tam, kde existuje tzv. přirozený monopol, kdy jsou na nákup zboží vynakládány prostředky z veřejných rozpočtů (zdravotnictví, pronájmy nemovitostí ve veřejném zájmu, mléko pro školáky), kde se omezuje spotřeba tzv. spotřební daní (pevné ceny cigaret) a podobně.
Návrhy právních předpisů mohou mít za cíl liberalizaci trhu. Zákon 526/1990 Sb., o cenách dále znemožňuje zneužití výhodnějšího hospodářského postavení prodávajícího nebo kupujícího k tomu, aby vyžádal vyšší (nebo kupující nižší) cenu než cenu obvyklou. Postižitelnost takového spekulativního jednání je příkladem nepřímé regulace.

## Cenový strop
Cenový strop je vládní nebo skupinově stanovená cenová kontrola nebo limit, jak vysoká je cena za produkt, komoditu nebo službu. Vlády zdánlivě používají cenové stropy k ochraně spotřebitelů před podmínkami, které by mohly zboží neúměrně prodražovat. Takové podmínky mohou nastat během období vysoké inflace, nedostatku potravin, v případě investiční bubliny nebo v případě monopolního vlastnictví produktu, což vše může způsobit problémy, pokud bude zavedeno po dlouhou dobu bez kontrolovaného přidělování, což povede k nedostatku. Další problémy mohou nastat, pokud vláda stanoví nerealistické cenové stropy, což způsobí neúspěchy v podnikání, krachy akcií nebo dokonce ekonomické krize. V neregulovaných tržních ekonomikách cenové stropy neexistují.

### Efekty a příklady
Zastropování cen vede podle standardního mikroekonomického modelu k tomu, že výrobci nemohou prodávat za tržní cenu, snižuje to tak jejich motivaci k další výrobě. Naopak kupující, nemohou nakupovat za tržní cenu, nejsou motivování hledat substituty a šetřit s daným produktem. Situace končí vyprodáním produktu nebo jeho případným nedostatkem (u některých produktů v krátkém období, u některých ve velmi dlouhém). Navíc se produkty rozdělí nerovnoměrně  v porovnání s plně tržím prostředím. Často bývá tlak na zastropování cen o to vyšší, když je zmíněno o jaké zboží se jedná. Platí přímá úměra, čím je zboží „emociální, či životně důležité“ (chleba, roušky, benzín, energie), tím je společenský tlak na zastropování vyšší. Na platnost ekonomických pravidel a omezenost vzácných zdrojů, které musí lidskou prací vzniknout, to ovšem nemá vliv. Vlády jsou si často vědomy tohoto efektu a případně dotují výrobce, či spotřebitele. V krajním případě nouze a u některých nezbytných produktů, vzniká černý trh.

#### Kontrola nájemného v New Yorku
Kontrola nájemného je systém, kde vláda stanoví cenový strop nájemného (často v kombinaci s omezeními vystěhování a požadavky na údržbu). Když se vojáci vraceli z druhé světové války a založili si rodiny, což zvýšilo poptávku po bytech, ale přestali dostávat vojenské platy, mnozí z nich se nedokázali vypořádat s vyšším nájemným. Vláda zavedla cenový strop, aby vojáci a jejich rodiny mohli platit nájemné a udržovat své domovy. Zvýšila však poptávku po bytech po množství a snížila dodané množství, a tak počet dostupných bytů rychle klesal, dokud žádný nebyl k dispozici pro opozdilce. Cenové stropy vytvářejí nedostatek, pokud mají výrobci dovoleno stáhnout se z trhu z důvodu vysokých nákladů s porovnání s výnosy. Regulace jde i zalepit další regulací a podpořit tak producenty, je to ovšem vysoce neefektivní.

#### Roušky
V covid-19 krizi v roce 2020 se vláda rozhodla zastropovat ceny roušek. Vyjádření vlády:
„Chceme zabránit obchodování se strachem. Je zcela nepřípustné, aby někteří vydělávali na obavách občanů z šíření nemoci a prodávali předražené respirátory. Aby byly tyto ochranné masky k dispozici právě tam, kde jsou nejvíce potřeba, a nedocházelo k nekontrolovatelnému růstu jejich cen, rozhodli jsme se po dohodě s ministrem zdravotnictví nastavit cenový strop. A budeme důsledně hlídat, aby obchodníci cenové předpisy dodržovali,“ uvedla ministryně financí Alena Schillerová.
V tomto případě se jedná o velmi "emociální" zboží (viz efekty výše) a podle toho se vláda cítí jednat. Má podporu mnohých obyvatel a často neekonomicky vzdělaných expertů.

## Cenové minimum
Cenové minimum je vládní nebo skupinovou regulací ceny nebo limitem, jak nízkou cenu lze účtovat za produkt, zboží, komoditu nebo službu. Vlády nastaví cenu na vyšší než rovnovážnou. Vlády používají minimální ceny, aby určité ceny neklesly příliš nízko. Často bývá zavedena na odměnu za práci nebo na zemědělské produkty.

### Efekty a příklady
Cenové minimum stanovené nad tržní rovnovážnou cenou má několik vedlejších účinků. Spotřebitelé zjistili, že nyní musí za stejný produkt platit vyšší cenu. Ve výsledku snižují své nákupy, přecházejí na náhražky (např. Z másla do margarínu) nebo úplně vypadnou z trhu. Dodavatelé mezitím zjistili, že mají zaručenou novou, vyšší cenu, než jakou účtovali dříve. Výsledkem je, že zvyšují produkci. Dohromady tyto účinky znamenají, že na trhu vzniká nadměrná nabídka (označovaná jako „přebytek“) produktu. Zaručená vyšší cena tak dlouhodobě podporuje přebytek nabídky, cena kvůli "zárukám" nemůže klesnout na skutečně poptávanou výši. Účinek nařizování vyšší ceny dále převádí část přebytku spotřebitele na přebytek producenta, a zároveň vytváří ztrátu mrtvé váhy, když se cena pohybuje vzhůru od rovnovážné ceny. Cenové minimum může vést k selhání trhu, pokud trh není schopen efektivně alokovat omezené zdroje

#### Minimální mzda
Příkladem cenového minima jsou zákony o minimální mzdě, kde vláda stanoví minimální hodinovou sazbu, kterou lze platit za práci. V tomto případě je mzda cenou práce a zaměstnanci jsou dodavateli práce a společnost je spotřebitelem práce zaměstnanců. Pokud je minimální mzda stanovena nad rovnovážnou tržní cenu nekvalifikované nebo málo kvalifikované pracovní síly, zaměstnávají zaměstnavatelé méně pracovníků. Následně se vytvoří nezaměstnanost (více lidí hledá práci, než je k dispozici). Minimální mzda nad rovnovážnou mzdou by současně umožnila (nebo nalákala) více lidí vstoupit na trh práce kvůli vyššímu platu. Společně s regulací podnikání zabraňuje minimální mzda tomu, aby se více lidí stalo zaměstnavateli na úkor zaměstnanců. Výsledkem je přebytek v množství dostupné pracovní síly. Rovnovážná mzda pracovníků by závisela na jejich dovednostech a podmínkách trhu.

#### Zemědělství
Dříve byly cenové limity v zemědělství v Evropě běžné. Od roku 1999 používá EU „měkčí“ metodu: pokud cena klesne pod intervenční cenu, EU nakoupí dostatek produktu, takže pokles nabídky zvýší cenu na úroveň intervenční ceny. V důsledku toho někdy vznikly „máslové hory“ přebytečných produktů ve skladech v EU.

## Regulace cen v Československu
V Československu existovala právně regulace veškerých cen až do roku 1991; stanoveny byly přesně výše cen veškerého zboží (obdobně tomu bylo i v jiných lidově demokratických zemích a v SSSR). Tím byla vyloučena cenová konkurence mezi jednotlivými podniky.
Jedním z předpisů bylo nařízení vlády Československé socialistické republiky č. 112/1985 Sb., o státním řízení cen (předtím nařízení vlády č. 136/1973 Sb.) a prováděcí vyhláška 113/1985 Sb. Z povinnosti jednotných cen bylo vyňato zboží z dovozu nebo na vývoz, zboží vyráběné socialistickými organizacemi, které byly přímo řízeny ústředními státními orgány nebo národními výbory, dále ceny v kompetenci jednotlivých národních výborů, objemově nevýznamné výrobky vedlejší pomocné a přidružené výroby nebo k vnitřní spotřebě uvnitř organizace nebo resortu a smluvní ceny.
§ 56 vyhlášky č. 113/1985 Sb. stanovil rovněž způsob zaokrouhlování cen při jejich tvorbě, a to zvlášť pro maloobchodní ceny a zvlášť pro jiné druhy cen. Maloobchodní ceny do 1 Kčs měly být zaokrouhlovány na celé pětihaléře, ceny do 5 Kčs na celé desetihaléře, do 20 Kčs na padesátihaléře, do 100 Kčs na koruny, do 500 Kčs na pětikoruny a vyšší ceny na celé desetikoruny. U velkoobchodních a dalších cen byla povinnost zaokrouhlování odstupňována jemněji.
Mezi první kroky k uvolnění cen patřily vyhlášky č. 22/1990 Sb., o tvorbě a kontrole cen, a 35/1990 Sb., o smluvních cenách, které vydal Federální cenový úřad společně s ministerstvy financí, cen a mezd obou národních republik.

## Regulace v České republice
V České republice možnosti státní regulace cen cenovými nebo místními orgány upravuje Zákon o cenách (526/1990 Sb). Místní orgán může stanovit jen maximální cenu, ostatní způsoby regulace jsou vyhrazeny cenovým orgánům. Rozlišuje tyto způsoby regulace, které lze navzájem kombinovat:
- stanovení cen (úředně stanovené ceny) – cenovým orgánem může být stanovena maximální cena, minimální cena nebo pevná cena, místním orgánem jen maximální cena.
- usměrňování vývoje cen v návaznosti na věcné podmínky (věcné usměrňování cen) – může být stanoven maximální rozsah zvýšení ceny ve vymezeném období nebo maximální podíl, v němž je možné promítnout do ceny zvýšení cen určených vstupů, nebo závazný postup při tvorbě nebo kalkulaci ceny.
- usměrňování cenových pohybů v čase (časově usměrňované ceny) se smí používat u monopolních nebo dominantních prodejců. Může být stanoven minimální časový předstih pro ohlášení změny ceny (lhůtu, po níž lze ohlášenou změnu uskutečnit) nebo časově omezený zákaz opětovného zvýšení ceny. Některé lhůty stanoví přímo zákon.
- cenové moratorium je časově omezený zákaz zvyšování cen nad dosud platnou úroveň na trhu daného zboží. Vyhlásit jej smí vláda, a to na dobu nejdéle 12 měsíců.

Příslušnými místními orgány jsou kraje a obce, maximální cenu mohou stanovit svým nařízením, které předepsaným způsobem zveřejňují. Příslušné cenové orgány jsou stanoveny kompetenčním zákonem, přičemž Ministerstvo financí zveřejňuje své regulační předpisy v Cenovém věstníku, Ministerstvo zdravotnictví ve Věstníku Ministerstva zdravotnictví, Energetický regulační úřad v Energetickém regulačním věstníku a Český telekomunikační úřad v Poštovním věstníku; vydání těchto předpisů se také oznamuje ve Sbírce zákonů.
Zaokrouhlení cen při konečném účtování k nejbližší platné nominální hodnotě zákonných peněz v oběhu umožňuje § 3 písm. c) zákona o ochraně spotřebitele (634/1992 Sb.)
Působnost státních orgánů včetně orgánů přenesené působnosti stanoví zákon č. 265/1991 Sb., o působnosti orgánů České republiky v oblasti cen.

### Seznam zboží s regulovanými cenami
Ministerstvo financí zařazuje regulované druhy zboží a služeb do takzvaného "Seznamu zboží s regulovanými cenami", součást Cenového věstníku, podle § 10 zákona č. 526/1990 Sb., o cenách. Od 1. ledna 2015 je Cenový věstník vydáván pouze v elektronické formě.
K tomuto seznamu lze vyhledat i judikáty.
Seznam zboží je vydáván obvykle začátkem roku jako Výměr MF.
Regulují se např. ceny těchto komodit: 
cigarety, elektrická energie, energetické posudky a audity, hřbitovní služby (pronájem a užívání hrobového místa), léčivé přípravky, mléčné výrobky pro žáky, nájemné, nemovitosti hrazené ze státního rozpočtu, odtahová služba, parkovné, revize komínů (spalinové cesty), služby autobusových nádraží, elektronických komunikací, krematorií, stomatologické výrobky, taxislužba, tepelná energie, užití železniční infrastruktury, veřejná hromadná doprava, voda (povrchová, pitná a odpadní převzatá do kanalizace), zdravotní výkony, zdravotnické prostředky, zemní plyn.

## Regulace Evropskou unií
V roce 2006 Evropská unie plánuje zavést regulaci cen u mezistátního volání a zlepšit tak podmínky klientů telekomunikačních služeb.[zdroj?]